# Abiézer
Abiézer ou Iézer est un fils de Manassé. Ses descendants s'appellent les Abiézerites ou Iézerites.

## La famille d'Abiézer
Les frères d'Abiézer s'appellent Héleq, Asriël, Shèkem, Shemida et Hépher.

## La famille des Abiézerites
La famille des Abiézerites ou Iézerites dont l'ancêtre est Abiézer ou Iézer sort du pays d'Égypte avec Moïse,.
La famille des Abiézerites est petite et après la conquête du pays de Canaan s'établit à Ophra où un ange apparaît à Gédéon.
La famille des Abiézerites est alors appelé au combat contre les Madianites.

## Abiézer et le juge Gédéon
Le juge Gédéon fils de Yoash l'Abiézerite est un descendant d'Abiézer,.